# Karbidlámpa

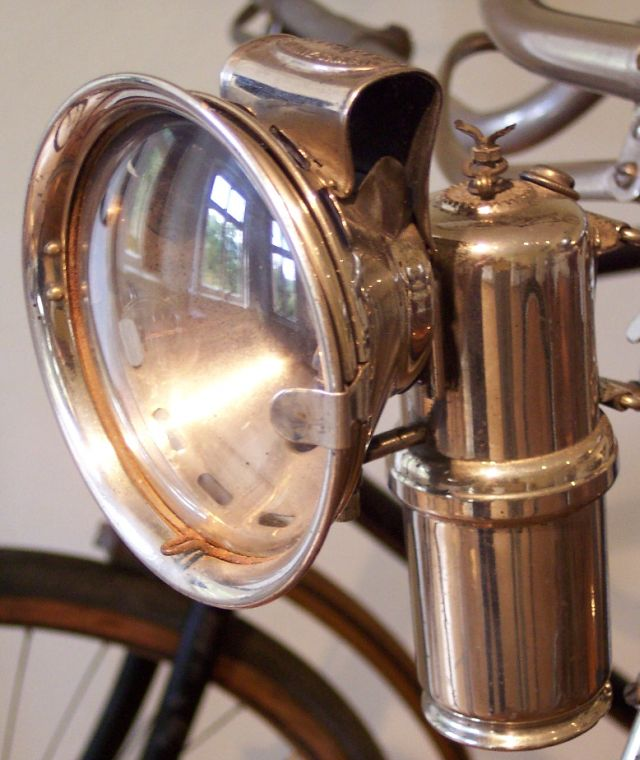
Karbidlámpa biciklire szerelve

A karbidlámpa kémiai alapú világító eszköz. A belehelyezett kalcium-karbidból víz  hozzáadásával acetilén gáz fejlődik, és ez egy égőfejen kivezetve és meggyújtva erős fénnyel ég.

## Története

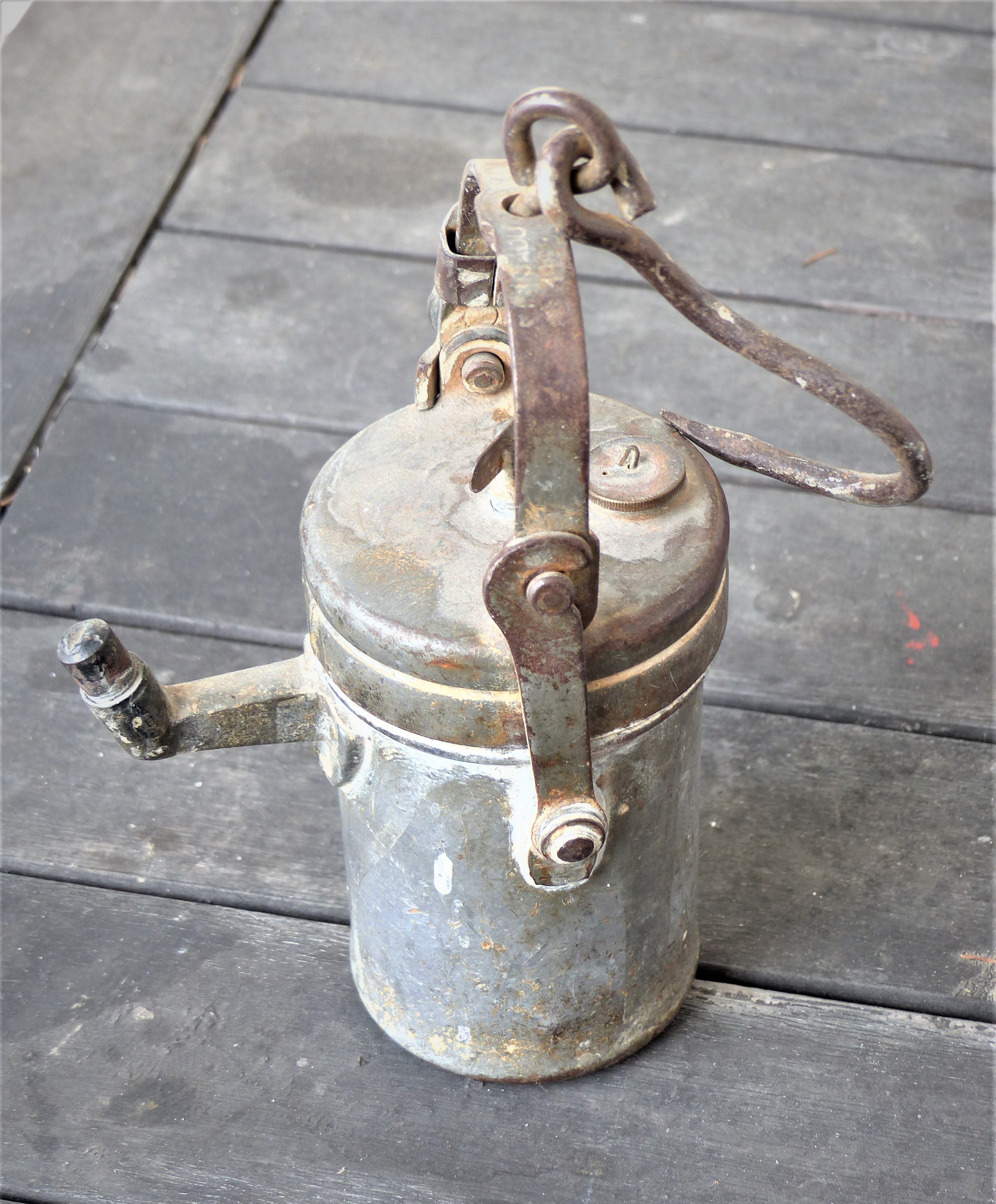
Bányászlámpa

A szabadalmat  (US 711,871) 1902. október 21-én jelentették be Duluth városában. Kezdetben főként a bányákban, valamint hintókon és más járműveken világítottak vele, majd világítótornyokban és közvilágításra is használni kezdték. Robusztussága és megbízhatósága miatt a 2010-es évekig sokat használták a barlangászok; ebből a szerepéből a barlangvédelem és a könnyebb, egyre hosszabb üzemidejű és nagyobb fényerejű LED-es fejlámpák szorították ki. Égése közben kormol.

## Működési elve
A kalcium-karbidból víz hozzáadásával acetiléngáz és kalcium-oxid képződik:
CaC2 + H2O = CaO + C2H2
kalcium-karbid + víz = égetett mész + acetilén
további vízzel reagálva a kalcium-oxid kalcium-hidroxiddá alakul
CaO + H2O = Ca(OH)2
égetett mész + víz = oltott mész (porszerű, a szennyezésektől piszkosfehér üledék)
az acetilén égése
2 C2H2 + 5 O2 = 4 CO2 + 2 H2O
acetilén + oxigén = szén-dioxid + víz
Ha a lámpánkat nem tisztítjuk ki, a kalcium-hidroxid a levegő szén-dioxidjával reagálva kalcium-karbonáttá alakul
Ca(OH)2 + CO2 = CaCO3 + H2O
oltott mész + szén-dioxid = mész (mészkő)
1 kilogramm karbid porból – a tisztaságától függően – 270–300 liter acetiléngáz fejlődik. Ez 21 liter/óra áteresztő képességű égővel kb. 10–12 órányi világításra elegendő.

## Típusai

### Hagyományos vagy nyitott rendszerű karbidlámpa
A kéttartályos lámpában az alsóba kell tenni a karbidot, a fölsőbe a vizet. A két rész légmentes illeszkedését gumigyűrű biztosítja. A víztartály tetején van a beöntőnyílás és a vízáteresztő csap. Utóbbi nyitásával csöpögtethetjük a vizet a karbidtérbe, ezért az ilyen lámpa csak függőleges helyzetben használható. A fejlődő gázt egy megtört cső, az ún. pipa vezeti az égőhöz. Az égőből egy vagy két 0,3–1 mm-es furaton távozó gáz meggyújtva fehér fénnyel ég. Az eltömődések megakadályozása végett a vízcsapban a vízzáró rudacska végére tisztítótűt forrasztanak, a pipa elé pedig vattával vagy filccel töltött szűrőkosarat építenek be.

### Zárt rendszerű karbidlámpa
Többféle zárt rendszerű karbidlámpát fejlesztettek ki. Ezek  fényereje tetszőlegesen szabályozható, nem folyik ki belőlük a víz és kevesebb karbiddal, tehát gazdaságosabban üzemelnek. 

#### Gázkiegyenlítős lámpa
A hagyományostól annyiban különbözik, hogy a víztöltő nyílás és a csap menetes része légmentesen zár. A karbidtartály gázteréből pár milliméter átmérőjű cső vezet a vízszint fölé, amitől azonos lesz gáznyomás a víz fölött és a gáztartályban. A lecsöpögő víz mennyisége itt csak a gravitációtól és a csap állásától függ. A hagyományos lámpától eltérően a csepegő víznek nem kell a gáznyomás ellenében haladnia, ezért jóval több gáz és így több fény fejleszthető.

#### Vízbefecskendezős karbidlámpa
Ennél a megoldásnál egy dugattyúval a vizet gumis szelepen keresztül közvetlenül a karbidra spricceljük. Az ilyen pumpás rendszerek nem hagyatkoznak a gravitációra, ezért nem kell a lámpa helyzetére figyelnünk. Hátránya, hogy a szelep és a dugattyú gumija gyakran meghibásodik, mivel pedig a két tartály összeszorítása nehézkes, ezért hajlamos a meghibásodásra, balesetveszélyes.

#### Levegőpumpás karbidlámpa
Ez a lámpa a víztartályba kis pumpával levegőt nyomatva túlnyomást állít elő. Ha a pumpa meghibásodik, hagyományos (nyitott rendszerű) lámpaként működtethető. Egy töltéssel 8–10 órát világít folyamatosan, jó fénnyel. Ha a gázkivezető cső túl szűk (átmérője < 7 mm), a csőben az acetilénből kicsapódó vízpára buborékokat képezhet. A buborékosodástól a fejlámpa egyenetlenül ég („pislákol”).

## A barlangász karbidlámpa karbantartása
- Az eltömődött égőfej 0,3 mm átmérőjű acélszállal tisztítható. Ha az égőfej lyuka kitágul (például vastag dróttal tisztították), a lámpa kormozó, sárga fénnyel világít.
- Az újragyújtás hagyományos eszköze a gyufa. Mivel vizes barlangokban az a nagy páratartalom miatt legfeljebb 2–3 alkalommal használható, a leggyakrabban használt megoldás a „puszi” (egyik lámpáról meggyújtva a másikat). A gyufánál célszerűbb eszköz a gázöngyújtó. Ha abból kifogy a gáz, az acetilén belobbantásához a gyújtó szikrája is elég. Fejlámpa meggyújtására a Petzl-rendszerű piezoelektromos gyújtás a legmegbízhatóbb.
- A lámpa 4–5 óránként tisztítandó még akkor is, ha kifogástalanul működik.
- A Ca-karbidot vízhatlanul kell tárolni és szállítani.
- A gázfejlesztő tartályt csak kétharmadáig kell karbiddal feltölteni, mivel a keletkező „karbidmész" térfogata a karbidénál nagyobb. A karbidmeszet is célszerű 4–5 óránként eltávolítani, hogy bele ne kövesedjen a lámpába. A „salaknak” nevezett szennyezett meszet ki kell vinni a barlangól.
- A használónál mindig legyen tartalék égő és az égő tisztításához vékony acélhuzal (dűznipucoló).
- Hosszabb túrára tartalék karbid, száraz barlangba tartalék víz is kell.
- A víz újratöltéséhez szűk barlangban műanyag cső (szívócső) használatos.